# Ian McLagan

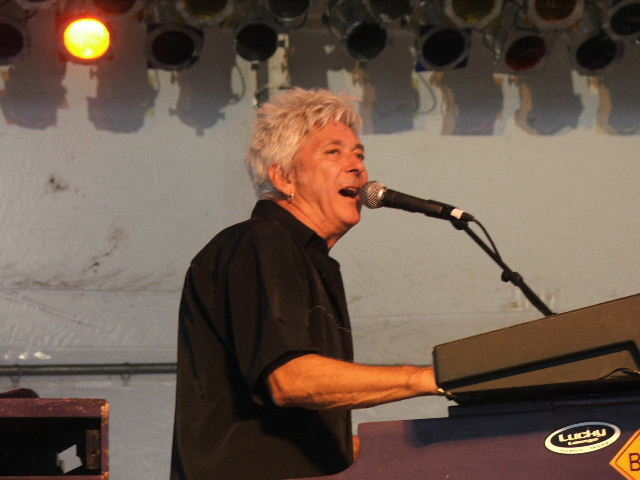
Ian McLagan (2006)

Ian Patrick McLagan (* 12. Mai 1945 in Isleworth, Hounslow, Middlesex, England; † 3. Dezember 2014 in Austin, Texas) war ein britischer Rockmusiker, der vor allem als Keyboarder der Bands Small Faces und Faces bekannt wurde.
McLagans Mutter stammte aus Irland, sein Großvater väterlicherseits war Schotte. Er hatte einen älteren Bruder.
Bevor er sich 1965 den Small Faces anschloss, hatte McLagan bei verschiedenen Bands gespielt, darunter Boz & the Boz People.
McLagan brachte 1979 sein Debütalbum Troublemaker heraus, bei dem er unter anderen von Jim Keltner, Bobby Keys, Keith Richards, Ringo Starr und Ronnie Wood unterstützt wurde, gefolgt von Bump in the Night (1980). Da beide nicht sonderlich erfolgreich waren, konzentrierte sich McLagan fortan auf seine Arbeit als Studio- und Begleitmusiker, u. a. für Jackson Browne, Joe Cocker, Bob Dylan, Melissa Etheridge, Bonnie Raitt, die Rolling Stones und Bruce Springsteen. Ab 1997 war er Mitglied von Billy Braggs Begleitband The Blokes.
Im Jahr 2000 erschien McLagans Album Best of British unter dem Namen Ian „Mac“ McLagan & the Bump Band. Im gleichen Jahr veröffentlichte er seine Autobiografie All the Rage.
Ian McLagan heiratete 1978 Kim Kerrigan, Exfrau des Who-Drummers Keith Moon. 1994 zogen sie nach Texas (USA). Kim McLagan kam 2006 im Alter von 57 Jahren bei einem Autounfall in Travis County (Texas) ums Leben. Ian McLagan starb am 3. Dezember 2014 im Alter von 69 Jahren in einem Krankenhaus im texanischen Austin an den Folgen eines tags zuvor erlittenen Schlaganfalls.